# Clematis puberula
Clematis puberula är en ranunkelväxtart som beskrevs av Joseph Dalton Hooker och Thoms.. Clematis puberula ingår i släktet klematisar, och familjen ranunkelväxter.

## Underarter
Arten delas in i följande underarter:
- C. p. ganpiniana
- C. p. subsericea
- C. p. tenuisepala